# Ryosuke Shindo
Ryosuke Shindo (født 7. juni 1996) er en japansk fodboldspiller.
Han har spillet for flere forskellige klubber i sin karriere, herunder Hokkaido Consadole Sapporo.